# Capdenac
Capdenac, manchmal auch Capdenac-le-Haut, ist eine südfranzösische Gemeinde mit 1070 Einwohnern (Stand 1. Januar 2022) im Département Lot in der Region Okzitanien (vor 2016 Midi-Pyrénées). Der Ort zählt zu den „Schönsten Dörfern Frankreichs“.

## Lage
Capdenac liegt in der Landschaft des Quercy auf einer Anhöhe oberhalb des Flusses Lot in den südwestlichen Ausläufern des Zentralmassivs etwa sieben Kilometer in südöstlicher Richtung von Figeac entfernt.
Während Capdenac-le-Haut zum Département Lot gehört, befindet sich Capdenac-Gare im Département Aveyron. Es handelt sich somit um einen geteilten Ort.

## Bevölkerungsentwicklung
| Jahr      | 1962 | 1968 | 1975 | 1982 | 1990 | 1999 | 2006 | 2017 |
| Einwohner | 873  | 966  | 1076 | 1027 | 932  | 994  | 1062 | 1105 |

Mitte des 19. Jahrhunderts hatte der Ort über 1600 Einwohner. Infolge der Reblauskrise und der Mechanisierung der Landwirtschaft ist die Bevölkerungszahl im ausgehenden 19. Jahrhundert und in der ersten Hälfte des 20. Jahrhunderts kontinuierlich zurückgegangen. Nach dem Tiefstwert des Jahres 1962 ist jedoch wieder ein leichter Anstieg zu beobachten.

## Wirtschaft
An den Hanglagen sieht man noch einige Gemüsegärten, doch spielen die Einnahmen aus dem Tourismus (Hotels, Restaurants) heutzutage die größte Rolle im Wirtschaftsleben der Gemeinde. Der kleine, etwas abgelegene Ort ist jedoch nur selten überlaufen.

## Geschichte

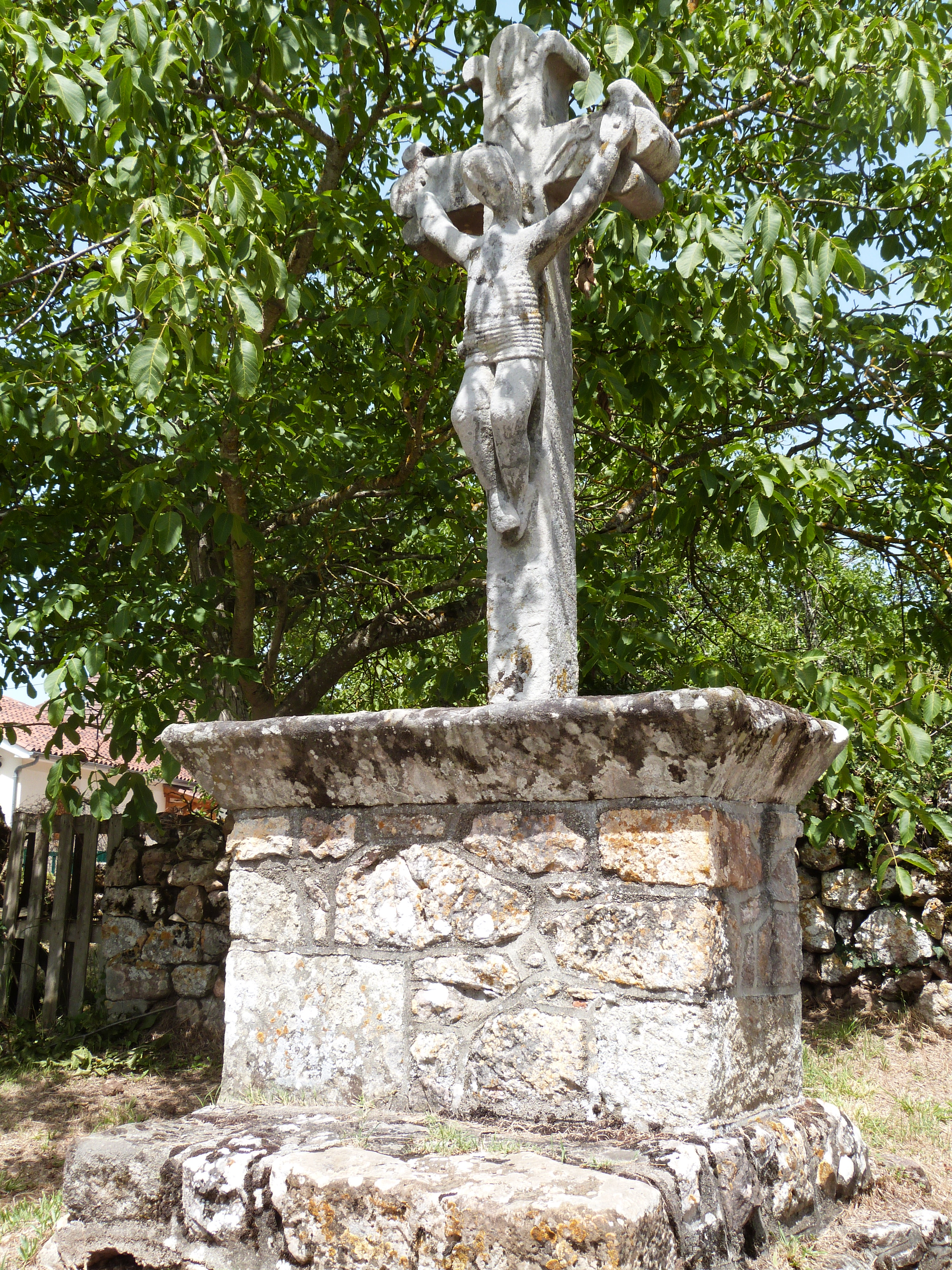
Capdenac – Steinkreuz

In der Umgebung wurden jungsteinzeitliche und bronzezeitliche Funde gemacht, darunter auch im Jahr 1973 eine neolithische Frauenfigur („Göttin von Capdenac“). Im Jahr 1866 wurde bei der Ausschachtung einer kleinen Felshöhle im Garten des damaligen Bürgermeisters ein keltischer Münzfund mit über 3000 Einzelstücken in einem Tongefäß gemacht – die meisten Münzen wurden verkauft und später eingeschmolzen; nur einige wenige Exemplare befinden sich im Münzkabinett der Pariser Nationalbibliothek. Die nach drei Seiten steil abfallende Höhenlage war gut zu verteidigen und so ist es nicht verwunderlich, dass bei Capdenac eine keltische Höhensiedlung (oppidum) existierte, die von einigen Forschern mit dem antiken Uxellodunum identifiziert wird, welches von Cäsar im Jahre 51 v. Chr. als letzte gallische Stadt erobert wurde. Auch römische Fundstücke (Fibeln etc.) wurden entdeckt. Von 477 bis 530 war der Hügel von Capdenac unter westgotischer Kontrolle, bis diese durch die Franken vertrieben wurden. Das 8. Jahrhundert sah das Vordringen der Sarazenen und die Gegenwehr der Karolinger. Einer Legende zufolge soll Gerald, der Gründer der im Mittelalter berühmten Abtei von Aurillac, um das Jahr 900 in der Burg von Capdenac ein Wunder vollbracht haben. Während der Albigenserkreuzzüge (1209–1229) wurde Capdenac zweimal (1209 und 1214) von den Truppen Simon de Montforts belagert. Im Hundertjährigen Krieg (1337–1453) wurde der Ort von den Engländern belagert. Im frühen 16. Jahrhundert gehörte die Baronie von Capdenac zum Besitz von Galiot de Genouillac; im ausgehenden 16. Jahrhundert sympathisierten viele Einwohner mit dem Protestantismus.

## Sehenswürdigkeiten
- Bis auf wenige Ausnahmen (Stadttore, Ecksteine, Fenster- und Türrahmen) ist der gesamte Ort einheitlich aus weitgehend unbearbeiteten Bruchsteinen errichtet.
- Die zumeist aus dem 15. Jahrhundert stammenden traditionsreichen Festungsanlagen (remparts) von Capdenac mitsamt einem mächtigen zinnenbekrönten Wehrturm (donjon) wurden bereits im Jahre 1911 als Monument historique[2] anerkannt.
- Eine von Menschenhand wahrscheinlich schon in der Antike in das Felsgestein gehauene Quellfassung ist seit 2003 als Monument historique[3] anerkannt.
- Ein etwas ‚primitiv‘ anmutendes monolithisches Steinkreuz mit Kruzifixus aus dem Jahre 1667 ist seit 1911 ebenfalls als Monument historique[4] eingetragen.
- Die einschiffige heutige Pfarrkirche (Église Saint-Jean Baptiste) stammt aus dem 18. Jahrhundert.